# ناردين صغير نطلي
ناردين صغير نطلي (الاسم العلمي: Valerianella nuttallii) هو نوع من النباتات يتبع جنس الناردين الصغير من فصيلة معزية الورق.